# Pelén
En la mitología griega Pelén (en griego Πέλλης o Πελλῆς) era un héroe epónimo que aparece mencionado en dos fuentes.
Pausanias dice que «Junto a Egira está Pelene. Éstos son los últimos pueblos aqueos que viven del lado de Sición y de la Argólide. Dicen los de Pelene que la ciudad recibió el nombre de Palante, y que Palante era uno de los titanes; pero en opinión de los argivos procede de un argivo, Pelén. Dicen que éste era hijo de Forbante, hijo de Tríopas». No obstante el autor no menciona el nombre de la madre de Pelén.
En las Argonáuticas se nos dice, a propósito de la nómina de los argonautas, que Pelén fue padre de Hiperasio: «Asterio y Anfión, hijos de Hiperasio, llegaron de Pelene de Acaya, ciudad que antaño fundara su abuelo Pelén en las alturas de Egíalo».